# Xanthophenax ruficollis
Xanthophenax ruficollis är en stekelart som först beskrevs av Cameron 1912.  Xanthophenax ruficollis ingår i släktet Xanthophenax och familjen brokparasitsteklar. Inga underarter finns listade i Catalogue of Life.